# Икономическо възстановяване
Икономическо възстановяване е фаза на един бизнес цикъл, която следва икономическата рецесия, по време на която икономиката възстановява и повишава най-високите нива на работни места и нива на производителност преди снижаването. Периодът на възстановяване е обикновено характеризиран от необикновено високи нива на растеж на реалния БВП, работните места, корпоративните печалби и други индикатори.